# L: Change the World
Pour les articles homonymes, voir Change the World (homonymie).
Série
Death Note 2
(2006) Death Note: Light Up the New World
(2016)
Pour plus de détails, voir Fiche technique et Distribution.
L: Change the World ou Death Note 3 (ou encore Death Note: L, Change the WorLd) est un film japonais réalisé par Hideo Nakata, sorti en 2008. C'est le troisième film en prise de vues réelles adapté du manga Death Note, mais celui-ci repose sur un scénario original, tout en se centrant sur le personnage de L.

## Synopsis
L, détective renommé dans le monde entier, a écrit son nom dans un Death Note afin d'arrêter le tueur Kira, qui est en réalité Light Yagami. À la suite de cela, il ne lui reste plus que 23 jours à vivre. Pendant ce temps, une organisation écologiste extrémiste, du nom de Blue Ship, tente de détruire la population pour purifier la planète en utilisant un virus mortel. L est alors appelé pour arrêter l'organisation. Il sera accompagné d'un garçon thaï surdoué envoyé par F, seul survivant d'un village qui a été contaminé par le virus, puis détruit par l’armée, et d'une jeune fille s'étant injecté le virus mais ne présentant curieusement aucun symptôme, qui est aussi la fille du professeur qui réussit à trouver l’antidote à ce virus mais qui se donna la mort alors que l’organisation tentait de le lui dérober. Il ne reste donc plus que quelques jours à L pour sauver le monde…

## Fiche technique
- Titre original et français : L: Change the World
- Titres de travail : Untitled Death Note Sequel, Spin-Off L puis The Last 21 Days of L
- Réalisation : Hideo Nakata
- Musique : Kenji Kawai, Lenny Kravitz
- Photographie : Tokusho Kikumura
- Montage : Nobuyuki Takahashi
- Pays de production :  Japon
- Langue originale : japonais
- Durée : 2 h 09
- Date de sortie : 2008

## Anecdotes
Le petit garçon seul rescapé du virus sera conduit par L à la « Wammy's House », c'est d'ailleurs à la toute fin du film que L donnera le surnom de Near à l'enfant.

## Distribution
- Ken'ichi Matsuyama (VF : Gérard Malabat) : L
- Shunji Fujimura : Watari
- Mayuko Fukuda (VF : Céline Melloul) : Maki Nikaido
- Narushi Fukuda : Near
- Youk Le Chat : Sidoh
- Shingo Tsurumi : Dr. Kimihiko Nikaido
- Kazuki Namioka : F
- Renji Ishibashi : Shin Kagami
- Yuta Kanai : Tamotsu Yoshizawa
- Yūki Kudō : Dr. Kimiko Kujo
- Kiyotaka Nanbara (VF : Jean-Yves Brignon) : Hideaki Suruga
- Asaka Seto (ja) : Naomi Misora
- Masanobu Takashima : Daisuke Matoba
- Bokuzo Masana : Asao Konishi
- Megumi Sato : Hatsune Misawa
- Erika Toda (VF : Céline Melloul) : Misa Amane
- Shidō Nakamura (VF : Jean-Marco Montalto) : Ryûk

## Novélisation
Le film L: Change the World a également conduit à l'élaboration d'un roman du même nom écrit par M, qui cependant diffère sur certains points du film. Le roman est plus une sorte d'hommage à la série Death note et au personnage de L, rempli de clins d'œil à des évènements de la série.